# Liste der Landschaftsschutzgebiete im Landkreis Breisgau-Hochschwarzwald
Im Landkreis Breisgau-Hochschwarzwald gibt es 33 Landschaftsschutzgebiete. Nach der Schutzgebietsstatistik der Landesanstalt für Umwelt, Messungen und Naturschutz Baden-Württemberg (LUBW) stehen 62.101,27 Hektar der Landkreisfläche unter Landschaftsschutz, das sind 45,06 Prozent.
| Name                                                                                  | Bild | Kennung                  | Einzelheiten | Position | Fläche Hektar | Datum         |
| ------------------------------------------------------------------------------------- | ---- | ------------------------ | --- | -------- | ------------- | ------------- |
| Horben                                                                                | BW   | 3.15.002 WDPA: 322465    | Bollschweil, Horben, Wittnau Typische Landschaft des südlichen Kammschwarzwalds zwischen Vorbergzone und Schwarzwaldhochflächen. Die Landschaft ist besonders geprägt durch ihren Wechsel von Waldungen und ausgedehnten Wiesenflächen, die durch zahlreiche Gehölze vielfältig gegliedert sind. | ⊙        | 843,1         | 14. Aug. 1995 |
| Wagensteigtal-Höllental                                                               |      | 3.15.005 WDPA: 325499    | Buchenbach, Kirchzarten, St. Märgen Abwechslungsreiche typische Schwarzwaldlandschaft mit Durchbruchsschlucht des Rotbaches; Quellbach der Dreisam. | ⊙        | 2.911,8       | 6. Okt. 1975  |
| Landschaftsteile Horben-St. Ulrich                                                    | BW   | 3.15.006 WDPA: 322465    | Bollschweil, Horben Stadtnahe Erholungslandschaft am Schwarzwaldrand. | ⊙        | 444,8         | 18. Okt. 1962 |
| Hochschwarzwald                                                                       | BW   | 3.15.007 WDPA: 321648    | Lenzkirch, Löffingen Schutz der Hochschwarzwaldlandschaft mit ihren Tälern, Bergen und Seen; Erholungslandschaft. | ⊙        | 1.131,4       | 10. Juli 1968 |
| Heubronner Eck                                                                        | BW   | 3.15.009 WDPA: 321599    | Münstertal/Schwarzwald Umgebung der Dekan-Strohmeyer-Gedächtniskapelle am Heubronner Eck. | ⊙        | 0,6           | 26. Jan. 1951 |
| Zartener Becken                                                                       |      | 3.15.010 WDPA: 325975    | Buchenbach, Kirchzarten, Stegen Typische Landschaft des Dreisambeckens. | ⊙        | 865,5         | 16. Okt. 2006 |
| Rheinauenwälder                                                                       | BW   | 3.15.011 WDPA: 323848    | Breisach am Rhein, Vogtsburg im Kaiserstuhl Typische Auenlandschaft der südlichen Oberrheinebene. | ⊙        | 580,8         | 19. Dez. 1975 |
| Schneckenberg                                                                         | BW   | 3.15.012 WDPA: 324226    | Vogtsburg im Kaiserstuhl Naturhafter Landschaftsteil als Lebensraum verschiedener Gesellschaften seltener wärmeliebender Pflanzen. | ⊙        | 3,1           | 26. Dez. 1978 |
| Neuershausener Mooswald                                                               | BW   | 3.15.014 WDPA: 323192    | March Nähere Umgebung des Naturschutzgebiets "Neuershausener Mooswald" einschließlich des durch kleinräumige landwirtschaftliche Nutzung geprägten, durch Feldgehölze gegliederten Westhanges des Nimberges. | ⊙        | 61,1          | 27. Sep. 1979 |
| Schönberg                                                                             |      | 3.15.015 WDPA: 324240    | Au (Breisgau), Bollschweil, Ebringen, Merzhausen, Pfaffenweiler, Sölden, Schallstadt, Wittnau, Ehrenkirchen Schwarzwald-Vorberge mit geologischer und botanischer Eigenart und Vielfalt. | ⊙        | 1.307,8       | 23. Aug. 1982 |
| Dreisamniederung                                                                      |      | 3.15.016 WDPA: 555547201 | Bötzingen, Eichstetten, Gottenheim, Umkirch, March Dreisam- und Glotterniederung als einheitlicher ökologischer Ausgleichsraum; vielfältig gegliedertes Landschaftsbild als Lebensraum artenreicher Tier- und Pflanzengemeinschaften; Erholungsraum | ⊙        | 1.577,7       | 10. Sep. 1982 |
| Hochschwarzwald-Bereiche Breitnau, Buchenbach, Hinterzarten, St. Märgen und St. Peter | BW   | 3.15.017 WDPA: 321650    | Buchenbach Typische Schwarzwaldlandschaft, von besonderer Eigenart, Vielfalt und Schönheit; bedeutender Erholungsraum | ⊙        | 10,2          | 26. Juli 2000 |
| Hochschwarzwald-Bereiche Feldberg, Friedenweiler und Schluchsee                       | BW   | 3.15.019 WDPA: 321651    | Friedenweiler Typische streubesiedelte Hochschwarzwaldlandschaft mit großflächigen Wäldern, Wiesen und Tälern; großräumiger ökologischer Raum mit bedeutender Erholungsfunktion. | ⊙        | 2.209,4       | 10. Feb. 2006 |
| Schlossberg Staufen                                                                   |      | 3.15.020 WDPA: 324197    | Staufen im Breisgau Landschaftsprägender Schlossberg mit kulturgeschichtlich bedeutsamer Schlossruine, Weinberganlagen, Gehölzen und Feldfluren; Erholungsraum. | ⊙        | 16,8          | 10. Dez. 1985 |
| Wutachschlucht                                                                        |      | 3.15.021 WDPA: 325968    | Löffingen Die Sicherung des gleichnamigen NSG und die Sicherstellung eines ausgewogenen Naturhaushaltes, die Erhaltung der Eigenart und Schönheit der Muschelkalk- und Keupereinhänge - mit sehr bewegtem Relief und vielgestaltigem Wechsel von Wald, Wiesen und Weiden - soll gewährleistet werden. | ⊙        | 96,4          | 16. März 1989 |
| Feldberg                                                                              |      | 3.15.022 WDPA: 320753    | Feldberg (Schwarzwald), Oberried Die Sicherung des gleichnamigen NSG, die Erhaltung der Leistungsfähigkeit eines ausgewogenen Naturhaushaltes und des besonderen Erholungswertes soll gewährleistet werden. | ⊙        | 217,0         | 27. Sep. 1991 |
| Ochsenberg-Litzelstetten                                                              | BW   | 3.15.023 WDPA: 323430    | Löffingen Puffer- und Ergänzungszone für das gleichnamige NSG. | ⊙        | 70,4          | 29. Nov. 1991 |
| Gundelfingen-Wildtal-Heuweiler                                                        |      | 3.15.024 WDPA: 321265    | Gundelfingen, Heuweiler Streuobst, großflächige Waldgebiete und Wiesen in der Vorgebirgslandschaft; von besonderer Eigenart, Vielfalt und Schönheit, mit bedeutender regionaler und überregionaler Erholungsfunktion | ⊙        | 1.280,5       | 26. Juli 1993 |
| Krozinger und Schlatter Berg                                                          |      | 3.15.025 WDPA: 322340    | Bad Krozingen Charakteristisches Landschaftsbild mit Weinbauflächen, kleinen Waldungen, Feldgehölzen und Hecken; bedeutsam für den kurörtlichen Bereich von Bad Krozingen als Erholungsraum. | ⊙        | 133,3         | 16. März 1994 |
| Breitnau-Hinterzarten                                                                 |      | 3.15.026 WDPA: 320077    | Breitnau, Hinterzarten Typische streubesiedelte Schwarzwaldlandschaft mit ausgedehnten Waldflächen, Hecken, Wiesen, Weiden und Felder; Felslandschaften des Höllentales und der Ravennaschlucht; ökologisch zusammenhängender Raum von besonderer Eigenart, Vielfalt und Schönheit; bedeutende Erholungsfunktion mit regionalem und überregionalem Einzugsbereich. | ⊙        | 6.697,6       | 8. Juli 1994  |
| Lipburg                                                                               | BW   | 3.15.027 WDPA: 322620    | Badenweiler Typische Tallandschaft im Übergangsbereich zwischen Vorbergzone und Schwarzwald; mit artenreichen Waldungen, Wiesen und Feldfluren, die durch zahlreiche Gehölze und Streuobstbestände reichhaltig gegliedert sind; wichtige Erholungsfunktion für den Raum Badenweiler/Müllheim. | ⊙        | 406,1         | 10. Sep. 1987 |
| Lenzkirch                                                                             |      | 3.15.028 WDPA: 322575    | Lenzkirch Typische, streubesiedelte Landschaft des Südschwarzwaldes mit Wäldern, Wiesen, Hecken, Weiden, Feldern und Gewässerläufen; ökologisch zusammenhängender Raum von besonderer Eigenart, Vielfalt und Schönheit, der bedeutende Erholungsfunktionen für den regionalen und überregionalen Bereich erfüllt. | ⊙        | 5.304,6       | 1. Okt. 1997  |
| Mühlmatten                                                                            |      | 3.15.029 WDPA: 323091    | March (Breisgau) Sicherung des gleichnamigen Naturschutzgebietes vor Beeinträchtigungen aus der nächsten Umgebung sowie die Erhaltung der dortigen kleinflächig vorhandenen Wiesenstruktur. | ⊙        | 6,1           | 28. Jan. 1998 |
| Flugplatz Bremgarten                                                                  |      | 3.15.030 WDPA: 320840    | Eschbach, Hartheim am Rhein, Neuenburg am Rhein Sicherung des gleichnamigen Naturschutzgebietes vor Beeinträchtigungen sowie zur Verwirklichung seines Schutzzwecks. Erhaltung von Flächen als Teillebensraum von im Naturschutzgebiet beheimateten Tier‑ und Pflanzenarten. | ⊙        | 109,7         | 7. Jan. 1999  |
| St. Peter, St. Märgen                                                                 |      | 3.15.031 WDPA: 324745    | St. Peter, St. Märgen Typische, streubesiedelte Schwarzwaldlandschaft. Vielfältiges Landschaftsbild und großflächige Waldgebiete und Wiesen; erhebliche Bedeutung für die naturbezogene Erholung. Die besondere Eigenart dieses Bereichs des Hochschwarzwaldes besteht im charakteristischen Wechsel von Wäldern und offener, überwiegend als Grünland genutzter Landschaft mit naturnahen Landschaftselementen wie z. B. Bachläufen, Feuchtwiesen, Feldhecken, Baumreihen oder Einzelbäumen. Durch die Streubesiedlung entsteht eine harmonische und von technischen Eingriffen weitgehend freie Landschaft mit bedeutsamen Funktionen für den Erhalt einer Vielfalt von Tier- und Pflanzenarten. | ⊙        | 6.719,9       | 16. Juni 2003 |
| Schauinsland                                                                          |      | 3.15.032 WDPA: 324121    | Kirchzarten, Oberried, Münstertal/Schwarzwald, Ehrenkirchen Teil des Europäischen ökologischen Netzes "Natura 2000". Historisch gewachsene Kulturlandschaft mit eiszeitlich geprägten Geländeformen und Wechsel zwischen Wald und Feldflur, vielgestaltigen Waldrändern, Wiesen, Weiden und markanten Weidbäumen. Natürliche und naturnahe Lebensräume für zahlreiche Tierarten und Pflanzengesellschaften, zahlreiche natürliche, teilweise glazial entstandene Sonderbildungen der Landschaft wie Felsareale, Blockhalden- und Karbildungen als Standorte spezialisierter Tier- und Pflanzenarten; Erholungsgebiet.                                                                              | ⊙        | 3.739,7       | 12. Dez. 2002 |
| Titisee-Neustadt                                                                      |      | 3.15.033 WDPA: 325181    | Titisee-Neustadt | ⊙        | 8.317,0       | 20. März 2003 |
| Eisenbach                                                                             | BW   | 3.15.034 WDPA: 320573    | Eisenbach (Hochschwarzwald), Friedenweiler, Löffingen, Titisee-Neustadt Typische streubesiedelte Landschaft des südlichen Schwarzwaldes. | ⊙        | 2.697,4       | 10. Juni 2003 |
| Markgräfler Hügelland und angrenzender westlicher Südschwarzwald                      | BW   | 3.15.035 WDPA: 345183    | Auggen, Badenweiler, Müllheim, Sulzburg Erhaltung der besonderen Eigenart, Vielfalt und Schönheit der Markgräfler Vorbergzone und des daran anschließenden westlichen Südschwarzwaldes | ⊙        | 5.387,4       | 12. Dez. 2005 |
| Feldberg-Schluchsee                                                                   |      | 3.15.036 WDPA: 378450    | Feldberg (Schwarzwald), Schluchsee Erhaltung der Eigenart, der Vielfalt und der Schönheit der typischen streubesiedelten Landschaft des südlichen Schwarzwaldes im Bereich der Gemeinden Feldberg und Schluchsee | ⊙        | 7.867,4       | 10. Apr. 2006 |
| Mooswald                                                                              |      | 3.15.037 WDPA: 378636    | Gottenheim, Schallstadt, Umkirch, March (Breisgau) | ⊙        | 979,5         | 24. Mai 2006  |
| Rötenbacher Wiesen                                                                    | BW   | 3.15.038 WDPA: 378671    | Friedenweiler, Löffingen Sicherung des gleichnamigen Naturschutzgebietes vor Beeinträchtigungen sowie die Verwirklichung des Schutzzwecks | ⊙        | 89,8          | 28. Sep. 2006 |
| Östliches Hexental                                                                    |      | 3.15.045 WDPA: 390331    | Au (Breisgau), Sölden, Wittnau Wesentlicher Schutzzweck ist die Erhaltung von Natur und Landschaft im östlichen Teil des Hexentals zwischen dem Schönberg mit seinen Ausläufern und dem südlichen Schwarzwaldkamm. Die Landschaft ist besonders durch ihren Wechsel von Waldungen und ausgedehnten Wiesenflächen geprägt, die durch naturnahe Bachläufe mit uferbegleitenden Gehölzen, Obstbaumwiesen und Feldgehölzen vielfältig gegliedert sind. | ⊙        | 526,4         | 18. Jan. 2008 |
| Legende für Landschaftsschutzgebiet                                                   |      |                          | |          |               |               |